# János Lajos Csóka
János Lajos Csóka OSB (* 23. Juni 1904 in Bük, Komitat Sopron, Königreich Ungarn; † 17. Juni 1980 in der Erzabtei in Pannonhalma) war ein ungarischer römisch-katholischer Benediktinermönch, Lehrer und Archivar der Abtei Pannonhalma.

## Leben
Er trat in die Abtei Pannonhalma 1927 ein und empfing 1930 die Priesterweihe. Er lehrte als Gymnasiallehrer in Pannonhalma.

## Schriften (Auswahl)
- Sopron vármegye katholikus egyházi és tanügyi viszonyai III. Károly és Mária Terézia korában. Pannonhalma 1929, OCLC 1014806922.
- Mária Terézia iskolareformja és Kollár Ádám. Pannonhalma 1936, OCLC 30864065.
- A latin nyelvű történeti irodalom kialakulása magyarországon a XI–XIV. században. Budapest 1967, OCLC 871573088.
- Geschichte des benediktinischen Mönchtums in Ungarn. München 1980, ISBN 3-87828-137-4.